# Gulörad tukanett
Gulörad tukanett (Selenidera spectabilis) är en fågel i familjen tukaner inom ordningen hackspettartade fåglar.

## Utseende
Gulörad tukanett är en liten tukan med distinkt tecknad fjäderdräkt. Hanen har svart kropp med lysande gul fläck på kinden, olivgrön rygg och en orangefärgad fläck på flankerna. Honan lsaknar gula fläcken på kinden men har ändå tydligt gul bar hud runt ögat.

## Utbredning och systematik
Gulörad förekommer i regnskog från Honduras till nordvästligaste Ecuador (Esmeraldas). Den behandlas som monotypisk, det vill säga att den inte delas in i några underarter.

## Levnadssätt
Gulörad tukanett hittas i trädkronor, där den ses i par eller i små familjegrupper, ibland sittande synligt på exponerade grenar. Födan består av frukt.

## Status och hot
Arten har ett stort utbredningsområde, men tros minska i antal, dock inte tillräckligt kraftigt för att den ska betraktas som hotad. Internationella naturvårdsunionen IUCN listar arten som livskraftig (LC). Beståndet uppskattas till i storleksordningen 50 000 till en halv miljon vuxna individer.